# 62e division d'infanterie (Allemagne)
Pour les articles homonymes, voir 62e division d'infanterie.
La  62e division d'infanterie (en allemand : 62. Infanterie-Division ou 62. ID) est une des divisions d'infanterie de l'armée allemande (Wehrmacht) durant la Seconde Guerre mondiale.

## Création
La 62. Infanterie-Division est formée le 26 août 1939 à Kanth près de Breslau dans le Wehrkreis VIII en tant qu'élément de la 2. Welle (2e vague de mobilisation).
Elle est renforcée par l'ajout du divisions-Gruppe 38 en décembre 1943. En mars 1944, l'état-major de la division forme l'état-major du Korps-Abteilung F, qui comprend également le divisions-Gruppe 62 formé à partir d'éléments survivants de la division.
La division est réformée le 20 juillet 1944 à partir du Korps-Abteilung F et est détruite en août 1944 en Bessarabie.

## Organisation

### Commandant
| Date                               | Grade                  | Commandant                 |
| ---------------------------------- | ---------------------- | -------------------------- |
| 26 août 1939 - 17 septembre 1941   | General der Artillerie | Walter Keiner              |
| 17 septembre 1941 – 7 octobre 1941 | Oberst                 | Helmut Friebe              |
| 7 octobre 1941 – 28 octobre 1942   | Generalmajor           | Rudolf Friedrich           |
| 28 octobre 1942 - 22 décembre 1942 | Generalmajor           | Richard-Heinrich von Reuss |
| 23 décembre 1942 - 30 janvier 1943 | Generalmajor           | Erich Gruner               |
| 31 janvier 1943 - 2 novembre 1943  | Generalleutnant        | Helmuth Huffmann (en)      |
| 3 octobre 1943 – 14 novembre 1943  | Generalmajor           | Knut Eberding              |
| 15 novembre 1943 - 10 mars 1944    | Generalleutnant        | Botho von Hülsen           |
| 10 mars 1944 - 13 mars 1944        | Generalmajor           | Louis Tronnier             |
| Reformation                        |                        |                            |
| 20 juillet 1944 - 25 août 1944     | Generalmajor           | Louis Tronnier             |

## Théâtres d'opérations
- Pologne : Septembre 1939 - Mai 1940
  - 1er septembre au 6 octobre 1939 : Campagne de Pologne
- France : Mai 1940 - Juin 1941
- Front de l'Est secteur Sud : Juin 1941 - Août 1944
- Allemagne : Août 1944
  - cantonnée en Provence[1].

## Ordre de batailles
1939
- Infanterie-Regiment 164
- Infanterie-Regiment 183
- Infanterie-Regiment 190
- Aufklärungs-Abteilung 162
- Artillerie-Regiment 162
  - I. Abteilung
  - II. Abteilung
  - III. Abteilung
  - IV. Abteilung
- Pionier-Bataillon 162
- Panzerabwehr-Abteilung 162
- Nachrichten-Abteilung 162
- Versorgungseinheiten 162

1942
- Grenadier-Regiment 179
- Grenadier-Regiment 183
- Grenadier-Regiment 190
- Radfahr-Abteilung 162
- Artillerie-Regiment 162
  - I. Abteilung
  - II. Abteilung
  - III. Abteilung
  - IV. Abteilung
- Pionier-Bataillon 162
- Panzerjäger-Abteilung 162
- Nachrichten-Abteilung 162
- Feldersatz-Bataillon 162
- Versorgungseinheiten 162

Novembre 1943
- Grenadier-Regiment 179
- Grenadier-Regiment 354
- Divisions-Gruppe 38
  - Stab der Gruppe
  - Regiments-Gruppe 108
  - Regiments-Gruppe 112
- Füsilier-Bataillon 62
- Artillerie-Regiment 162
  - I. Abteilung
  - II./Artillerie-Regiment 138
  - III. Abteilung
  - IV. Abteilung
- Pionier-Bataillon 162
- Panzerjäger-Abteilung 162
- Nachrichten-Abteilung 162
- Feldersatz-Bataillon 162
- Versorgungseinheiten 162

Juillet - Août 1944
- Grenadier-Regiment 108
- Grenadier-Regiment 179
- Grenadier-Regiment 415
- Füsilier-Bataillon 62
- Artillerie-Regiment 162
  - I. Abteilung
  - II. Abteilung
  - III. Abteilung
  - IV. Abteilung
- Pionier-Bataillon 162
- Panzerjäger-Abteilung 162
- Nachrichten-Abteilung 162
- Feldersatz-Bataillon 162
- Versorgungseinheiten 162

## Décorations
Des membres de cette division ont été récompensés à titre personnel pour leurs faits de guerre:
- Agrafe de la liste d'honneur
  - 4
- Croix allemande
  - en Or : 42
  - en argent: 1
- Croix de chevalier de la Croix de fer
  - 13